# Lisa Jardine
Lisa Jardine, nata Lisa Anne Bronowski (Oxford, 12 aprile 1944 – Londra, 25 ottobre 2015), è stata una storica e scrittrice britannica, nota soprattutto per i suoi studi sull'educazione rinascimentale ed il lavoro nel campo della promozione dell'informatica umanistica.

## Biografia
Figlia del matematico Jacob Bronowski e della scultrice Rita Coblentz, Lisa Jardine studiò al Cheltenham Ladies' College, dove ottenne una borsa di studio per il Newnham College dell'Università di Cambridge. Cominciò a studiare matematica, per poi trasferirsi nel dipartimento di lingua e letteratura inglese sotto l'influenza di Raymond Williams. Fluente in otto lingue, studiò alla laurea magistrale di teoria della traduzione all'Università dell'Essex, prima di tornare a Cambridge per il dottorato di ricerca sulle traduzioni della Bibbia. Dopo aver iniziato il progetto cambiò relatore e cominciò a lavorare su Erasmo, conseguendo il PhD grazie ai suoi studi sul filosofo olandese; la Cambridge University Press avrebbe pubblicato la sua tesi revisionata nel 1974. Successivamente ottenne una posizione da assegnista di ricerca al Warburg Institute dal 1971 al 1974, dove studiò sotto la supervisione Frances Yates.
Dopo il completamento degli studi tornò all'Università di Cambridge, prima come research fellow al Girton College, poi come assistente al King's College e infine divenne la prima donna ad essere eletta fellow al Jesus College nel 1976. Dopo aver scritto una serie di articoli, pubblicò il libro Still Harping on Daughter (1983), in cui si occupò dell'istruzione femminile e del ruolo della donna nel Rinascimento. Il libro criticava in parte anche una certa rigidezza di accademiche femministe sull'argomento e nel 1989 il libro fu ripubblicato con un'introduzione in cui Jardine chiariva la sua posizione. Durante i suoi anni di perfezionamento all'Università Princeton nel 1987-1988 e 1990-1991 conobbe Anthony Grafton, con cui scrisse un articolo fondamentale in cui proponevano uno studio revisionista sul significato dell'educazione rinascimentale (From Humanism to the Humanities). Questo articolo gettò le basi per lo sviluppo della più importante monografia di Jardine, Erasmus, Man of Letters: The Construction of Charisma in Print, pubblicato nel 1993. Nel libro, Jardine presentò uno studio di Erasmo da Rotterdam in cui sosteneva che la figura archetipica dell'intellettuale associata al filosofo e teologo era stata appositamente costruita dallo scrittore.
Intanto nel 1989 si era trasferita alla Queen Mary University of London, dove ricopriva la cattedra di docente di studi rinascimentali. Mentre viveva a Londra, Jardine incrementò l'attività pubblica come giornalista e presentatrice radiofonica di programmi culturali, e scrisse anche articoli per importanti testate giornalistiche. In questi anni divenne anche giudice per diversi premi letterari, tra cui il Whitbread Prize for Fiction, l'Orange Prize (dal 1996) e il Booker Prize (dal 2002). Curò anche delle mostre per la Galleria Saatchi. Nel 1996 pubblicò Worldly Goods: A New History of the Renaissance, che ebbe grande successo al di là dei circoli accademici, diventando un vero e proprio best seller e venendo poi pubblicato anche in Italia da Carocci nel 2001. Insieme ad Alan Stewart scrisse anche una dettagliata biografia di Francis Bacon, pubblicata nel 2000 con titolo Francis Bacon: The New Organon. Dopo aver scritto sul rinascimento per tutta la sua carriera, l'interesse medico di Bacon spinse Jardine ad interessi legati alla storia della scienza e, in particolare, alla figura di Robert Hooke e alla rivoluzione scientifica. Questi temi vennero trattati nelle sue monografie successive: Ingenious Pursuits: Building the Scientific Revolution (1999), The Curious Life of Robert Hooke: The Man Who Measured London (2003) e London's Leonardo: The Life and Work of Robert Hooke (2003). I suoi studi su Hooke ebbero un ruolo chiave nella riscoperta e rivalutazione del fisico inglese.
Nel 2002 inaugurò alla Queen Mary University il Centre for Editing Lives and Letters (CELL), il cui scopo era ricorrere all'informatica umanistica per poter studiare meglio e rendere accessibili manoscritti e libri stampati dal XV al XVII secolo. Uno dei progetti principali del CELL fu "Archeology of Reading" (AOR), sui marginalia dei libri posseduti da John Dee e Gabriel Harvey. Il suo lavoro nel campo dell'informatica umanistica e le sue biografie storiche le valsero dottorati ad honorem dalla Sheffield Hallam University, dall'Università di St. Andrews e dall'Open University. Nel primo decennio del ventunesimo secolo assunse anche ruoli chiave nei comitati organizzative di prestigiose organizzazioni culturali e museali, tra cui il Victoria & Albert Museum, il Bethnal Green Museum of Childhood, il Royal Institution, la British Library, il Sir Joseph Banks Archive Project, Chelsea Physic Garden e gli Archivi Nazionali. Nel 2012 lasciò la Queen Mary University e si trasferì insieme al CELL all'University College London come professoressa di studi rinascimentali. Nel 2015 fu eletta fellow della Royal Society e il 25 ottobre dello stesso anno morì di cancro, malattia contro cui combatteva dal 2004, all'età di settantuno anni.

### Vita privata
Fu sposata con il matematico Nick Jardine dal 1969 al 1979 e la coppia ebbe due figli. Dopo il divorzio mantenne il cognome dell'ex marito e si risposò con John Robert Hare nel 1982.

## Pubblicazioni
- Francis Bacon: Discovery and the Art of Discourse, Cambridge University Press, 1974. ISBN 978-0521109086
- Still Harping on Daughters: Women and Drama in the Age of Shakespeare, Prentice Hall, 1983. ISBN 978-0745006253
- From Humanism to the Humanities: Education and the Liberal Arts in Fifteenth- and Sixteenth-century Europe, con Anthony Grafton, Harvard University Press, 1986. ISBN 978-0674324602
- What's Left?: Women in Culture and the Labour Movement, con Julia Swindells, Routledge, 1990. ISBN 9780415010078
- Erasmus, Man of Letters: The Construction of Charisma in Print, Princeton University Press, 1993. ISBN 978-0691165691
- Reading Shakespeare Historically, Routledge, 1996. ISBN 978-0415134903
- Worldly Goods: A New History of the Renaissance, W W Norton & Co Inc, 1996. ISBN 978-0393318661[11]

Affari di genio. Una storia del Rinascimento europeo, Carocci, 2001. ISBN 978-8843018635
- Hostage to Fortune: The Troubled Life of Francis Bacon, con Alan Stewart, Hill & Wang Pub, 1999. ISBN 978-0809055395
- Ingenious Pursuits: Building the Scientific Revolution, Anchon, 1999. ISBN 978-0385720014
- Global Interests: Renaissance Art Between East and West, con Jerry Brotton, Reaktion Books, 2000. ISBN 978-1861891662
- On a Grander Scale: The Outstanding Career of Sir Christopher Wren, Harper Collins, 2002. ISBN 978-0007107759
- The Curious Life of Robert Hooke: The Man Who Measured London, Harper Perennial, 2003. ISBN 978-0007151752[12]
- London's Leonardo: The Life and Work of Robert Hooke, with Jim Bennett, Michael Cooper e Michael Hunter, Oxford University Press, 2003. ISBN 978-0198525790
- The Awful End of Prince William the Silent: The First Assassination of a Head of State with a Handgun, con Amanda Foreman, Harper 2005. ISBN 978-0060838362
- Going Dutch: How England Plundered Holland's Glory, Harper, 2008. ISBN 978-0007197323
- Temptation in the Archives: Essays in Golden Age Dutch Culture, UCL Press, 2015. ISBN 978-1910634035[13][14]